# Ferme éolienne de Panther Creek
La ferme éolienne de Panther Creek située à Big Spring, au Texas abrite 305 éoliennes et a une capacité installée de 457,5 MW, ce qui en fait l'une des dix plus grandes fermes éoliennes aux États-Unis. Les phases I et II du parc éolien sont opérationnelles depuis le début de 2009. Avec l'achèvement de la troisième et dernière phase en septembre 2009, le parc éolien peut maintenant produire de l'électricité pour alimenter 135 000 foyers texans.